# Manuel Raga
Manuel « Manolo » Raga Navarro (né le 14 mars 1944 à Aldama (Tamaulipas), dans l'État du Tamaulipas) est un joueur mexicain de basket-ball.

## Biographie
Surnommé "Flying Mexican" (le Mexicain volant), Raga évolue essentiellement à Varese en Italie, avec qui il remporte trois Coupe des clubs champions en 1970, 1972 et 1973.
En 1970, il devient le premier joueur en provenance d'une ligue étrangère à être drafté en NBA en 1970, par les Hawks d'Atlanta au 167e rang. Cependant, Raga ne jouera jamais en NBA.
Il est introduit au FIBA Hall of Fame en 2016.

## Club
- 1964-1968 :  Villa Aldama
- 1968-1974 :  Varese
- 1974-1977 :  Lugano

## Palmarès

### Club
- Vainqueur de la Coupe des clubs champions 1970, 1972 et 1973